# Prokofi Akinfijewitsch Demidow

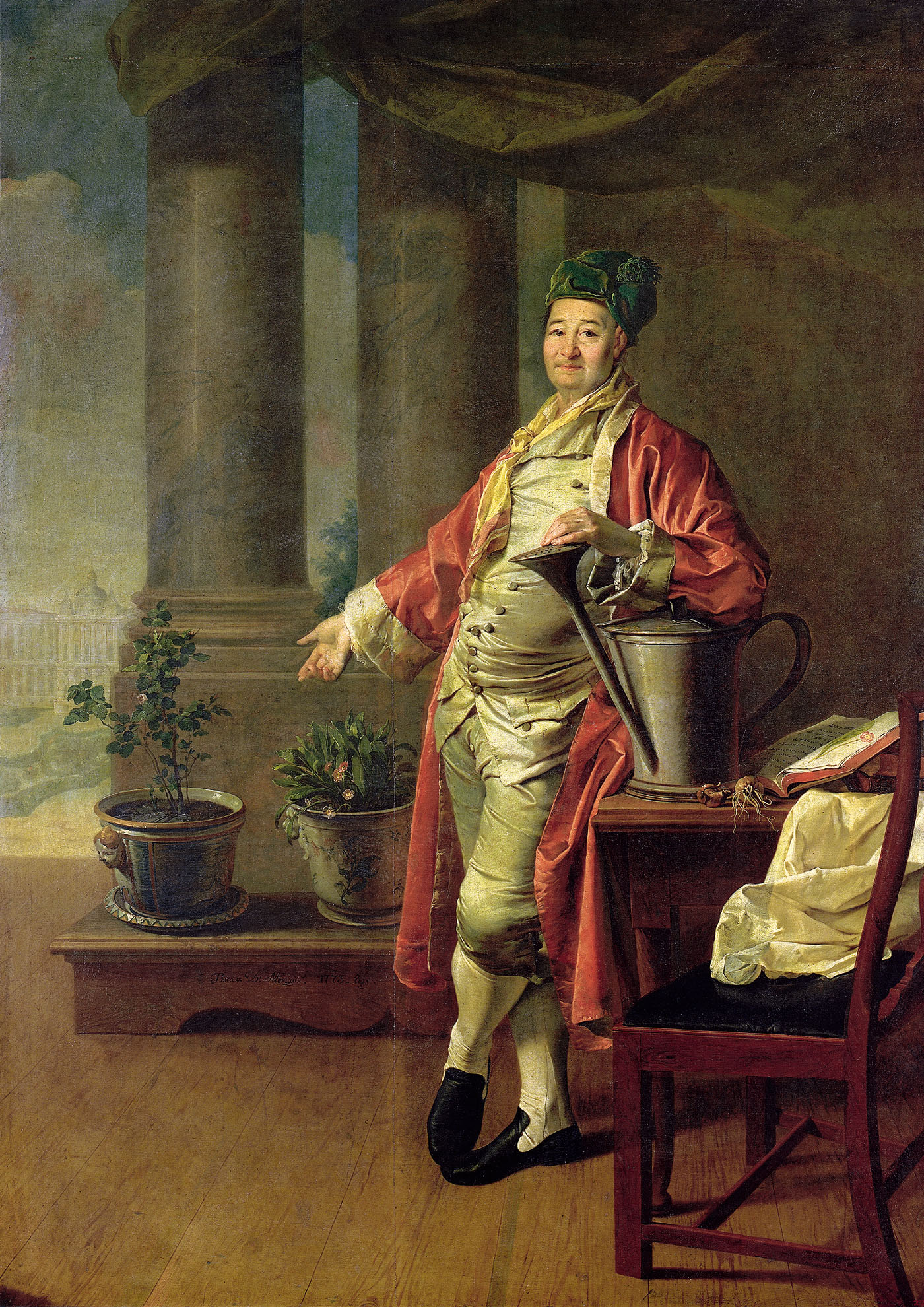
Prokofi Akinfijewitsch Demidow (D. G. Lewizki, 1773, Tretjakow-Galerie, Moskau)

Prokofi Akinfijewitsch Demidow (russisch Прокофий Акинфиевич Демидов; * 8. Junijul. / 19. Juni 1710greg. in Sibirien; † 4. Novemberjul. / 15. November 1786greg. in Moskau) war ein russischer Großindustrieller, Botaniker und Mäzen.

## Leben
Demidows Vater war der Bergbau-Industrielle Akinfi Nikititsch Demidow aus der Adelsfamilie Demidow, der in zweiter Ehe Jefimija Iwanowna Palzewa heiratete.
Demidow studierte und lebte in Hamburg, wo auch seine Söhne aufwuchsen. Er nahm keine  öffentlichen Ämter an. Er war stolz auf seine Abstammung von einem Schmied (sein Großvater Nikita Demidow) und war bekannt als Exzentriker auch gegenüber gekrönten Häuptern. Mit seiner ersten Frau Matrjona Antipowna Pastuchowa hatte er fünf Kinder. Sie starb 1764. Bezüglich seines Privatlebens war Demidow als Tyrann bekannt.
1745 starb Demidows Vater. Nach dem von seiner Stiefmutter Jefimija Iwanowna beeinflussten Testament erbte Demidow wie auch sein jüngerer Bruder Grigori Akinfijewitsch Demidow nur Salzgewinnungsbetriebe und Ländereien in den Gouverments Kasan, Kaluga, Nischni Nowgorod, Jaroslawl und Wologda, während der jüngste Stiefbruder Nikita Akinfijewitsch Demidow alle Hüttenwerke und den größten Teil des Kapitals des Familienkonzerns erhielt. Demidow beklagte sich über die ungerechte Erbteilung des väterlichen Vermögens beim einflussreichen Vizekanzler Michael Larionowitsch Woronzow, und beide älteren Brüder beantragten nun bei Kaiserin Elisabeth die Aufhebung des Testaments, worauf im Auftrage der Kaiserin Generalfeldmarschall Alexander Buturlin entsprechend den damaligen Erbgesetzen das väterliche Erbe in drei gleichwertigen Teilen auf die drei Brüder verteilte. Als erfolgreicher Unternehmer vermehrte Demidow seinen Besitz und gründete weitere Hüttenwerke, so dass er schließlich 55 Hüttenwerke besaß. Seine profitabelsten Werke und auch seinen Stammsitz in Newjansk verkaufte er 1769 an Sawwa Jakowlewitsch Jakowlew, der damit ein eigenes Montanimperium aufbaute.
Demidow kaufte 1754 von dem General und Hydrographen Fjodor Iwanowitsch Soimonow und dem General Wassili Anikititsch Repnin ein Landgut an der Moskwa in Neskutschnoje, das jetzt Teil des Moskauer Neskutschny-Parks ist. Er ließ sich dort ein Barock-Schloss bauen und legte dann einen Botanischen Garten in Form eines Amphitheaters mit einer Winter- und Sommer-Orangerie an.
1772 gründete Demidow in Moskau die Demidow-Handelsschule. Er spendete reichlich für den Bau des Moskauer Waisenhauses und war Mitglied des Kuratoriums. Auf eigene Kosten baute er dort ein Entbindungsinstitut. Ab 1779 unterstützte er regelmäßig die Universität Moskau und stiftete sechs Demidow-Stipendien, deren erste Empfänger Jakow Repin, Wassili Arschensowski, Matwei Gawrilow, Michail Stepanow, Nikolai Popow und Michail Bagrjanski waren. Demidow unterstützte die Oper in St. Petersburg und viele Volksschulen und Wohltätigkeitsinstitutionen im ganzen Lande. Für seine Wohltätigkeit erhielt er den Titel Wirklicher Staatsrat (IV. Rangklasse).
Demidow widmete sich mit Begeisterung der Botanik. Sein besonderes Interesse galt den Samenpflanzen, und er war der Autor einer Reihe von botanischen Taxa. Im Internationalen Code der Nomenklatur für Algen, Pilze und Pflanzen haben diese Taxa den Zusatz P.A.Demidov. Die Rose Demidoviana wurde nach ihm benannt. Er legte ein Herbarium an und übergab es der Universität Moskau. Er verfasste eine Studie über die Bienen und liebte die Singvögel. Auf seinem Paradeporträt von Dmitri Grigorjewitsch Lewizki stützt er sich auf seine Gießkanne und zeigt auf einen Pflanzenkübel. Peter Simon Pallas verbrachte einen ganzen Monat auf Demidows Landsitz Neskutschnoje und erstellte 1781 einen Katalog der Pflanzen in Demidows Garten. Demidows Manuskript über Kirscha Danilows Bylenen-Sammlung befindet sich in der Russischen Nationalbibliothek.
1784 heiratete Demidow, ohne seine Familie zu informieren, seine langjährige Geliebte Tatjana Wassiljewna Semjonowa (1748–1800), mit der er drei Töchter hatte. Bei der Trauung war nur sein Stiefbruder Nikita dabei. Demidow wurde in der Nähe seines Landsitzes auf dem Friedhof des Moskauer Donskoi-Klosters begraben.